# 森脇良太
森脇 良太（もりわき りょうた、1986年4月6日 - ）は、広島県福山市出身の元プロサッカー選手、サッカー指導者・解説者。現役時代のポジションはディフェンダー、ミッドフィールダー。元日本代表。

## 来歴

### プロ入り前
小さい頃は野球少年で憧れの選手は広島東洋カープの山内泰幸だった。小学2年時に友人に誘われ、サッカーを始めた。1999年に地元福山市の隣町である尾道市のサンフレッチェびんごジュニアユースへ入団した。一期上に平石健太がいる。ジュニアユースではFWのポジションを担当しており、島卓視らから指導を受けた。
2002年にサンフレッチェ広島ユースへ昇格した。同期には前田俊介、佐藤昭大、髙萩洋次郎、髙柳一誠、桒田慎一朗、藤井大輔、大屋翼、冨成慎司らがいる。ユースではサイドバックにコンバートされ森山佳郎や沢田謙太郎らから指導をうけた。ユース監督の森山佳郎はコンバートの理由について「ユースレベルならFWでも十分なレベルだが、プロではDFのほうが見込みがある」と語っている。高校2年時の2003年に右サイドバックとしてレギュラーに定着し、広島ユースはこの年に全国大会で活躍しユース2冠を達成した。翌2004年も引き続きレギュラーとしてチームに貢献し、ユース3大大会のうち全てで決勝に進出、うち2大会で優勝した。同年にはトップチームに2種登録され、怪我で離脱していた駒野友一の代わりにナビスコカップ・セレッソ大阪戦で右ウイングバックとして先発フル出場した。

### サンフレッチェ広島
2005年にトップに昇格し正式にプロ契約を結んだ。同期に前田、佐藤、髙柳、桒田、入船和真、中尾真那、西河翔吾がいる。びんごジュニアユース出身としては初のトップ昇格選手となった。昇格後しばらくはレギュラーである駒野の前に出場機会に恵まれなかった。

### 愛媛FC
2006年に出場機会を求めて望月一仁が監督を務める愛媛FCへレンタル移籍され、第1節からレギュラーとして起用された。翌2007年も引き続き愛媛に在籍し同チームの天皇杯ベスト8に貢献した。

### サンフレッチェ広島復帰
2008年、広島に復帰。駒野が磐田へ移籍したこともあり当初は右アウトサイドの起用を検討されていたが、ミハイロ・ペトロヴィッチは右センターバックに抜擢し、盛田剛平の怪我によりレギュラーに定着し、以降主力として活躍。2010年はミハエル・ミキッチや山岸智、服部公太らに負傷が相次いだため、センターバックだけではなくサイドのポジションでもプレーした。
2010年にはAFCアジアカップ2011に出場する日本代表の予備登録メンバーに選ばれ、大会直前に酒井高徳の腰痛による負傷離脱に伴い代替としてメンバー入りした。同大会で選手登録されたフィールドプレイヤーとしては唯一試合に出場できなかったものの、バックアッパーやムードメーカーとして優勝に貢献した。2011年3月29日に開催された東北地方太平洋沖地震復興支援チャリティーマッチでは日本代表チームの一員としてプレーしたが、試合数日前に行われた募金の呼びかけ兼握手会では、募金をした女性と握手をしようとするもスルーされ岡崎慎司と長谷部誠に慰められた。6月1日のキリンカップペルー戦で、日本代表初出場を果たした。2012年にはリーグ戦33試合に出場し、広島のJ1初優勝に貢献した。

### 浦和レッズ
2012年12月17日、広島時代の恩師となるペトロヴィッチが監督を務める浦和レッズへの完全移籍が発表された。背番号は自身の誕生日である「46」。
2013年7月、EAFF東アジアカップ2013の日本代表に選出された。
2014年3月15日のJ1第3節・サンフレッチェ広島戦で交代でピッチから退場した後アディショナルタイムに原口元気の追加点が決まると、ゴールを決めた原口元気、槙野智章とゴールパフォーマンスに参加。ところがベンチに戻ろうとした際ピッチに入ってしまい、これがサッカー競技規則第12条「ファウルと不正行為」に抵触し、すでにイエローカードを受けていたためレッドカードで退場となり、ベンチへ退いた交代選手が退場になる珍事が起きた。しかしルールを把握しておらず、この判定に激高し主審に詰め寄ろうとしてしまうが、いち早く気付いたピッチサイドリポーターを務めていた朝井夏海がなだめロッカールームに戻った。興奮が収まらなかったが、チームスタッフがルールを教え、ここでようやく自分の犯したミスに気がついた。この退場はすでに交代していた興梠慎三、柏木陽介以外のスタメン出場選手は気がついておらず、試合終了後選手整列で一部始終を目撃していた濱田水輝によって知らされた。9月7日に行われたナビスコカップ準々決勝・第2戦では、2-2で迎えた後半アディショナルタイムに、コーナーフラッグ付近でボールをキープするサンフレッチェ広島の髙萩洋次郎に対してチャージを仕掛けた際、同選手を倒してしまいファウルの判定となった。これに熱くなった森脇が副審に詰め寄り「誘ってんじゃん！分かる！？分かる！？」と抗議した。この「誘ってんじゃん」はその後、森脇の代名詞となる。
2016年から槙野智章のリベロ転向、遠藤航の加入もあり左センターバックでスタメン出場したが3月6日のJ1第2節・ジュビロ磐田自身のミスから失点に絡んでしまい、続く3月12日の第3節・アビスパ福岡戦も同ポジションで出場したが不安定さと攻撃にリズムが出ず後半から本来の右センターバックに戻った。
2017年5月4日に行われた第10節・鹿島アントラーズ戦で、試合終盤の78分に選手同士の小競り合いが発生した際に、森脇が鹿島のレオ・シルバに対して侮辱的発言を行った疑いがあるとして、7日にJリーグによる事情聴取が行われた結果、2試合の出場停止処分となった。処分の明けた5月31日のACL決勝トーナメント1回戦2ndレグ・済州ユナイテッドFC戦では、1回戦突破を決める大事な逆転ゴールを挙げ、試合後のヒーローインタビューで「幼稚な発言でたくさんの迷惑をかけた」と述べ「それでもファンの皆さんは練習場に来て、どんなことがあってもお前を支える、ついていくと言ってくれた。何としても、ここで終わるわけにはいかないと、そういう思いで戦った。勝つことだけが僕らに求められた使命だった」と話した。

### 京都サンガF.C.
2019年12月19日、京都サンガF.C.へ完全移籍により加入すると発表された。2021年12月、契約満了により京都を退団。

### 愛媛FC復帰
2022年1月20日、古巣である愛媛FCへ15年ぶりに復帰することが発表された。
2023年は出場機会は多くなかったが、中心選手の一人としてチームを鼓舞し愛媛FCのJ3リーグ優勝・J2リーグ昇格に貢献。岡本知剛、小池龍太に次ぐ史上3人目（各カテゴリーでフルシーズン在籍した選手としては初）の「Jリーグ全カテゴリーでのタイトル獲得」を成し遂げた。また、Jリーグ全カテゴリーのタイトル獲得者の中で唯一、Jリーグカップ、天皇杯 JFA 全日本サッカー選手権大会、AFCチャンピオンズリーグのすべてで優勝経験を持つ。
2024年9月2日、2024年シーズン限りでの現役引退を発表。
2024年11月12日、2025シーズンの愛媛FCポジティブエナジャイザーへの就任が発表された。現役引退後も、愛媛FCポジティブエナジャイザーとしてイベントやメディア出演を通じ、愛媛FCを広くPRすることに加え、愛媛FCの価値と勝ちを向上させるために現場にエネルギーを注入する役割も担うこととなった。

### 指導者
2025年1月5日、槙野智章が監督を務める神奈川県リーグ1部の品川CC横浜トップチームのコーチに就任。

## プレースタイル
強引な突破とシュートが特徴の右アウトサイド。本職はサイドバックだが、ミハイロ・ペトロヴィッチは攻撃参加や楔のパスを評価し、広島ではセンターバックとしてプレーすることが多かった。

## 人物
広島時代のインタビューで好きな言葉が「笑顔」と「太陽」だと語り、自分が太陽のような存在になり、常にみんなを明るく照らして笑顔にさせることが理想だと答えている。また「太陽の男」とも呼ばれた。明るいキャラクターでチームを盛り上げるムードメーカーでもあり、2007年に期限付き移籍先の愛媛FCがAFCチャンピオンズリーグ2007優勝後の浦和を2-0で下した際、試合にフル出場した森脇は「おいおい、オレら、これでアジアチャンピオンだぞ！」とはしゃいでロッカールームを盛り上げた。
2009年の広島ホーム開幕戦では、当時9歳の川村拓夢と手をつないで試合前のピッチに足を踏み入れた。
節目でゴールを奪う傾向があり、特に最初に愛媛に所属した2006年には四国ダービーでホーム・アウェー共に得点をあげたことから「ダービー男」と呼ばれた。
また、前田遼一と同様に、シーズン初ゴールを決めた対戦チームはJ2に降格するというジンクスがある。2013年の第5節、浦和は前田が在籍していたジュビロ磐田と対戦した際、26分に磐田に前田のシーズン初ゴールで先制を許したが、77分に浦和の森脇が同じくシーズン初ゴールで追いつき、後半アディショナルタイムに浦和の原口元気がゴールを決めて勝利した。このシーズン、浦和はJ1に残留したが、磐田はJ2に降格した。翌2014年は大宮アルディージャ、2015年は松本山雅FCが初ゴールの相手だったが、両チームともJ2に降格した。ただし、2016年に初ゴールを決めたヴァンフォーレ甲府はJ1に残留した。
俳優の毎熊克哉は福山市の小学校、中学校の同級生で、小学生の時は同じサッカー少年団に所属していた。
横浜FCと対戦した際に、三浦知良がレフェリーに抗議してレフェリーが謝罪しているのを見て、自分も真似しようとレフェリーに抗議したらイエローカードが出たことがある。
浦和時代に優勝セレモニーで森脇がトロフィーアップした際に他の選手が共に喜ぶこと無く真顔でノーリアクションとなるのがお約束となっており「森脇芸」として浦和の育成年代やレッズレディース、さらにはサッカー日本代表などにも広まっている。森脇自身も2023年の愛媛での優勝セレモニーで「森脇芸」を披露した。

## 個人成績
| 国内大会個人成績 | 国内大会個人成績 | 国内大会個人成績 | 国内大会個人成績 | 国内大会個人成績 | 国内大会個人成績                  | 国内大会個人成績 | 国内大会個人成績 | 国内大会個人成績 | 国内大会個人成績 | 国内大会個人成績 | 国内大会個人成績 |
| 年度             | クラブ           | 背番号           | リーグ           | リーグ戦         | リーグ戦                          | リーグ杯         | リーグ杯         | オープン杯       | オープン杯       | 期間通算         | 期間通算         |
| 年度             | クラブ           | 背番号           | リーグ           | 出場             | 得点                              | 出場             | 得点             | 出場             | 得点             | 出場             | 得点             |
| 日本             | 日本             | 日本             | 日本             | リーグ戦         | リーグ戦                          | リーグ杯         | リーグ杯         | 天皇杯           | 天皇杯           | 期間通算         | 期間通算         |
| ---------------- | ---------------- | ---------------- | ---------------- | ---------------- | --------------------------------- | ---------------- | ---------------- | ---------------- | ---------------- | ---------------- | ---------------- |
| 2003             | 広島Y            | 14               | -                | -                | -                                 | -                | -                | 1                | 0                | 1                | 0                |
| 2004             | 広島             | 35               | J1               | 0                | 0                                 | 1                | 0                | 0                | 0                | 1                | 0                |
| 2005             | 広島             | 29               | J1               | 0                | 0                                 | 1                | 0                | 0                | 0                | 1                | 0                |
| 2006             | 愛媛             | 15               | J2               | 42               | 3                                 | -                | -                | 1                | 0                | 43               | 3                |
| 2007             | 愛媛             | 15               | J2               | 37               | 1                                 | -                | -                | 3                | 0                | 40               | 1                |
| 2008             | 広島             | 24               | J2               | 21               | 5                                 | -                | -                | 3                | 1                | 24               | 6                |
| 2009             | 広島             | 24               | J1               | 29               | 2                                 | 4                | 0                | 1                | 0                | 34               | 2                |
| 2010             | 広島             | 24               | J1               | 31               | 0                                 | 5                | 0                | 2                | 1                | 38               | 1                |
| 2011             | 広島             | 24               | J1               | 27               | 2                                 | 1                | 0                | 0                | 0                | 28               | 2                |
| 2012             | 広島             | 24               | J1               | 33               | 4                                 | 4                | 0                | 1                | 0                | 38               | 4                |
| 2013             | 浦和             | 46               | J1               | 33               | 3                                 | 5                | 0                | 0                | 0                | 38               | 3                |
| 2014             | 浦和             | 46               | J1               | 33               | 3                                 | 5                | 1                | 1                | 1                | 39               | 5                |
| 2015             | 浦和             | 46               | J1               | 30               | 2                                 | 2                | 0                | 3                | 0                | 35               | 2                |
| 2016             | 浦和             | 46               | J1               | 33               | 1                                 | 4                | 0                | 1                | 0                | 38               | 1                |
| 2017             | 浦和             | 46               | J1               | 26               | 0                                 | 1                | 0                | 1                | 0                | 28               | 0                |
| 2018             | 浦和             | 46               | J1               | 11               | 0                                 | 2                | 0                | 3                | 0                | 16               | 0                |
| 2019             | 浦和             | 46               | J1               | 16               | 2                                 | 0                | 0                | 3                | 0                | 19               | 2                |
| 2020             | 京都             | 46               | J2               | 17               | 0                                 | -                | -                | -                | -                | 17               | 0                |
| 2021             | 京都             | 46               | J2               | 6                | 0                                 | -                | -                | 1                | 0                | 7                | 0                |
| 2022             | 愛媛             | 46               | J3               | 8                | 0                                 | -                | -                | -                | -                | 8                | 0                |
| 2023             | 愛媛             | 3                | J3               | 26               | 0                                 | -                | -                | -                | -                | 26               | 0                |
| 2024             | 愛媛             | 3                | J2               | 4                | 0                                 | -                | -                | 2                | 1                | 6                | 1                |
| 通算             | 日本             | 日本             | J1               | 302              | 19                                | 35               | 1                | 16               | 2                | 353              | 22               |
| 通算             | 日本             | 日本             | J2               | 127              | 9\|\|\|\|\|\|10\|\|2\|\|137\|\|11 |                  |                  |                  |                  |                  |                  |
| 通算             | 日本             | 日本             | J3               | 34               | 0                                 | -                | -                | -                | -                | 34               | 0                |
| 通算             | 日本             | 日本             | 他               | -                | -                                 | -                | -                | 1                | 0                | 1                | 0                |
| 総通算           | 総通算           | 総通算           | 総通算           | 459              | 28                                | 35               | 1                | 25               | 3                | 519              | 32               |

- 2004年は広島ユース所属。

その他の公式戦
- 2008年
  - スーパーカップ 1試合0得点
- 2015年
  - スーパーカップ 1試合0得点
  - Jリーグチャンピオンシップ 1試合0得点
- 2016年
  - Jリーグチャンピオンシップ 2試合0得点
- 2017年
  - スーパーカップ 1試合0得点

| 国際大会個人成績 | 国際大会個人成績 | 国際大会個人成績 | 国際大会個人成績 | 国際大会個人成績 | FIFA      | FIFA      |
| 年度             | クラブ           | 背番号           | 出場             | 得点             | 出場      | 得点      |
| AFC              | AFC              | AFC              | ACL              | ACL              | クラブW杯 | クラブW杯 |
| ---------------- | ---------------- | ---------------- | ---------------- | ---------------- | --------- | --------- |
| 2010             | 広島             | 24               | 5                | 0                | -         | -         |
| 2012             | 広島             | 24               | -                | -                | 2         | 0         |
| 2013             | 浦和             | 46               | 5                | 0                | -         | -         |
| 2015             | 浦和             | 46               | 4                | 1                | -         | -         |
| 2016             | 浦和             | 46               | 7                | 0                | -         | -         |
| 2017             | 浦和             | 46               | 8                | 1                | 1         | 0         |
| 2019             | 浦和             | 46               | 5                | 0                | -         | -         |
| 通算             | AFC              | AFC              | 34               | 2                | 3         | 0         |

その他の国際公式戦
- 2017年
  - スルガ銀行チャンピオンシップ 1試合0得点

## 出場歴
- 公式戦初出場：2004年6月5日ナビスコカップ セレッソ大阪戦 (広島ビ)
  - 先発フル出場
- プロ初出場：2005年5月21日ナビスコカップ第3節 川崎フロンターレ戦 (広島ビ)
  - 先発フル出場
- Jリーグ初出場：2006年3月4日J2第1節 横浜FC戦 (愛媛陸)
  - 先発フル出場
- Jリーグ初得点：2006年3月21日J2第4節 コンサドーレ札幌戦 (愛媛陸)
  - 先発フル出場、1得点 (73分)

## タイトル

### クラブ
サンフレッチェ広島ユース
- 高円宮杯全日本ユース(U-18)サッカー選手権大会：1回（2004年）
- 日本クラブユースサッカー選手権 (U-18)大会：2回（2003年、2004年）
- Jユースカップ：1回（2003年）

サンフレッチェ広島
- J1リーグ：1回（2012年）
- J2リーグ：1回（2008年）
- スーパーカップ：1回（2008年）

浦和レッズ
- J1リーグ 1stステージ：1回（2015年）
- J1リーグ 2ndステージ：1回（2016年）
- Jリーグカップ：1回（2016年）
- 天皇杯 JFA 全日本サッカー選手権大会：1回（2018年）
- AFCチャンピオンズリーグ：1回（2017年）
- スルガ銀行チャンピオンシップ：1回（2017年）

愛媛FC
- J3リーグ：1回（2023年）

### 代表
日本代表
- AFCアジアカップ：1回（2011年）
- 東アジアカップ：1回（2013年）

## 代表歴

### 出場大会
- U-18日本代表
  - 第8回国際ユースサッカー in 新潟 (2004年)
- 日本代表
  - AFCアジアカップ2011日本代表 (追加登録)
  - EAFF東アジアカップ2013

### 試合数
- 国際Aマッチ 3試合 0得点 (2011年 - 2013年)

| 日本代表 | 国際Aマッチ | 国際Aマッチ |
| 年       | 出場        | 得点        |
| -------- | ----------- | ----------- |
| 2011     | 1           | 0           |
| 2012     | 1           | 0           |
| 2013     | 1           | 0           |
| 通算     | 3           | 0           |

### 出場
| No. | 開催日        | 開催都市   | スタジアム                     | 対戦国         | 結果 | 大会                       |
| --- | ------------- | ---------- | ------------------------------ | -------------- | ---- | -------------------------- |
| 1.  | 2011年6月1日  | 日本, 新潟 | 東北電力ビッグスワンスタジアム | ペルー         | △0-0 | キリンカップサッカー2011   |
| 2.  | 2012年2月24日 | 日本, 大阪 | 大阪長居スタジアム             | アイスランド   | ○3-1 | キリンチャレンジカップ2012 |
| 3.  | 2013年7月25日 | 韓国, 華城 | 華城競技場                     | オーストラリア | ○3-2 | EAFF東アジアカップ2013     |

## 指導者歴
- 2025年 -  品川CCセカンド
  - 2025年 -  品川CC トップチーム コーチ

## 出演
- 愛媛FC 森脇良太の『誘ってんじゃんRADIO』（FM愛媛 2021年年4月1日- ）[39]